# Schizognathus viridiaeneus
Schizognathus viridiaeneus är en skalbaggsart som beskrevs av Ohaus 1904. Schizognathus viridiaeneus ingår i släktet Schizognathus och familjen Rutelidae. Inga underarter finns listade i Catalogue of Life.